# NGC 2333
NGC 2333 est une galaxie spirale située dans la constellation des Gémeaux. NGC 2333 été découverte par l'astronome germano-britannique William Herschel en 1793.

## Caractéristiques
Sa vitesse par rapport au fond diffus cosmologique est de 4 851 ± 12 km/s, ce qui correspond à une distance de Hubble de 71,6 ± 5,0 Mpc (∼234 millions d'al).
À ce jour, trois mesures non basées sur le décalage vers le rouge (redshift) donnent une distance de 74,867 ± 0,987 Mpc (∼244 millions d'al), ce qui est à l'intérieur des valeurs de la distance de Hubble.
La classe de luminosité de NGC 2333 est I et elle présente une large raie HI.

## Supernova
La supernova SN 2010ie a été découverte le 12 juin 2010 dans NGC 2333 par K. Lin, W. Li, S. B. Cenko et A. V. Filippenko dans le cadre du programme LOSS (Lick Observatory Supernova Search) de l'observatoire Lick. Cette supernova était de type Ib.